# Miss Beryll... die Laune eines Millionärs
Miss Beryll ... die Laune eines Millionärs è un film muto del 1921 diretto da Friedrich Zelnik.

## Produzione
Il film fu prodotto dalla Zelnik-Mara-Film.

## Distribuzione
In Germania, il film fu presentato in sala il 16 aprile 1921 ad Amburgo con il visto di censura B.01447 del 25 febbraio che ne vietava la visione ai minori.